# Šítkovský jez

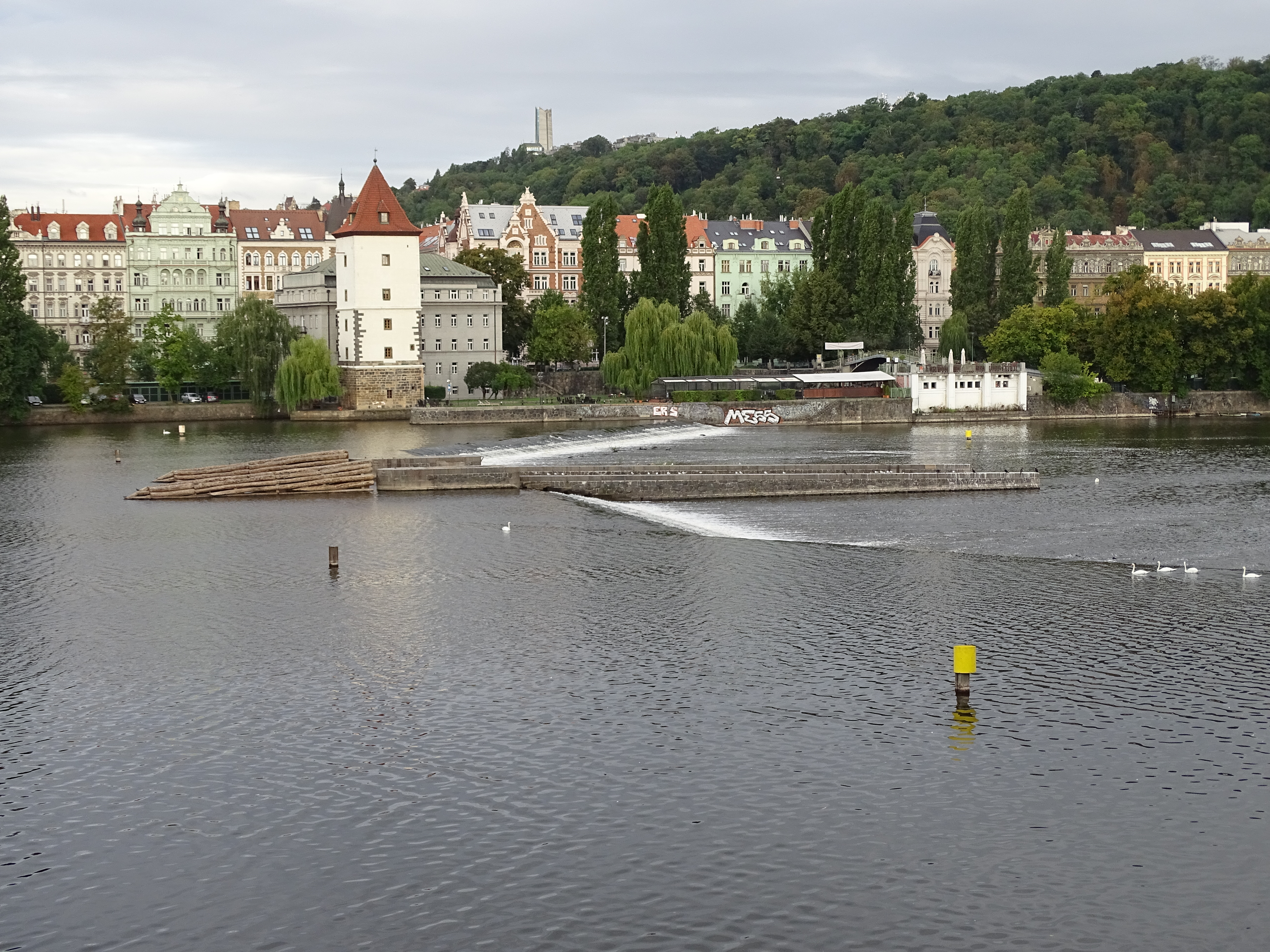
Šítkovský jez, pohled z náplavky u Masarykova nábřeží (2015)

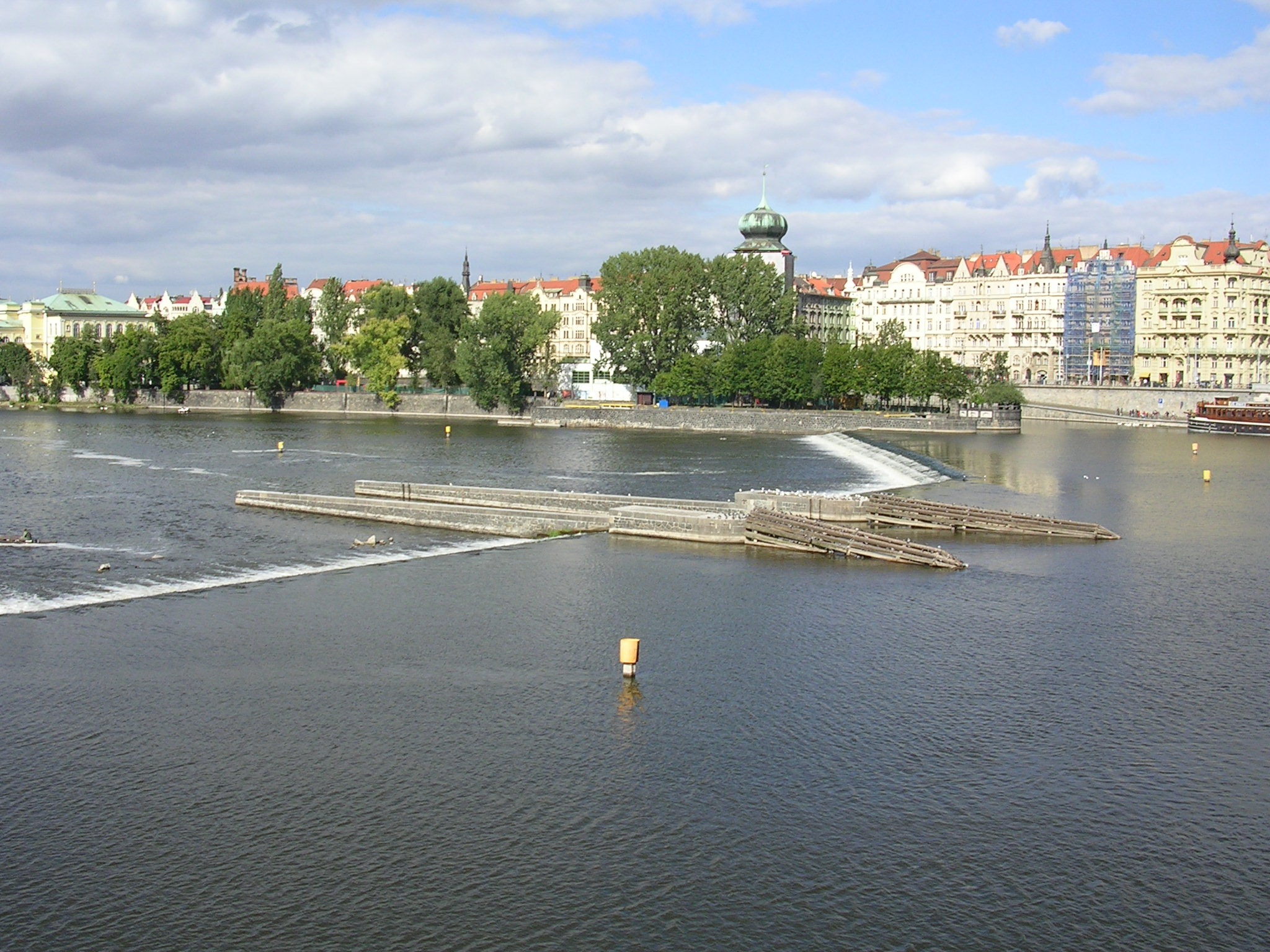
Šítkovský jez, pohled z Jiráskova mostu ke Slovanskému ostrovu a Masarykovu nábřeží (2008)

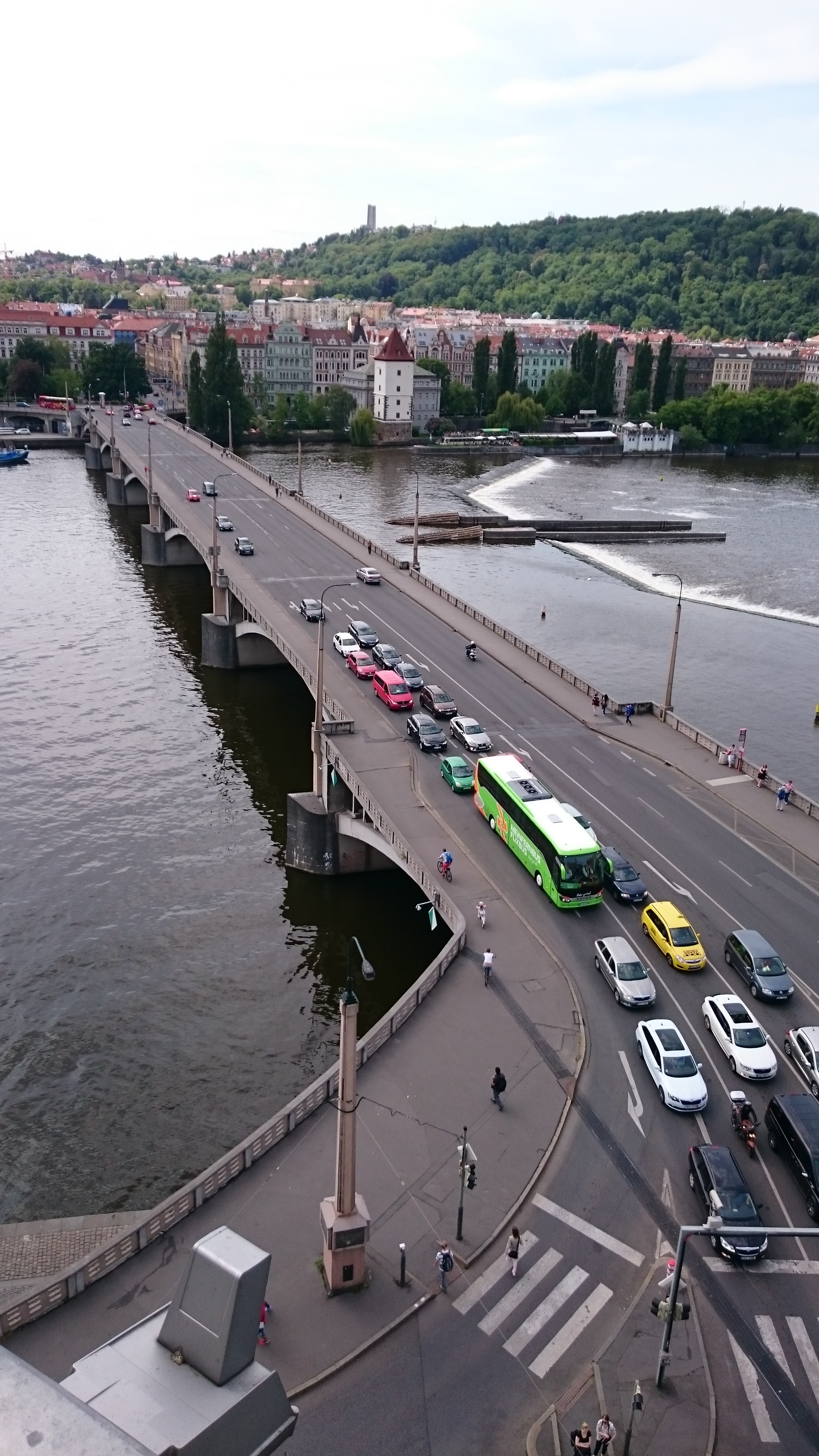
Jiráskův most a Šítkovský jez, pohled z Tančícího domu (2015)

Šítkovský jez je jeden z nejstarších jezů v Praze na řece Vltavě, na říčním kilometru 54,2 nedaleko po proudu od Jiráskova mostu. Je dvakrát zalomený, jeho levý okraj je u horního (jižního) cípu Dětského ostrova poblíž Malostranské vodárenské věže, pravý okraj je u Slovanského ostrova, kde navazuje na konstrukci plavební komory Mánes u pravého břehu Vltavy. Jez je součástí vodního díla Smíchov.

## Historie a popis
Doba vybudování jezu není přesně známá, předpokládá se, že vznikal pravděpodobně během 14. století spolu s dalšími vodohospodářskými stavbami v Praze na Vltavě. Jeho podoba se několikrát změnila, dochovaná konstrukce pochází z 15. století. Jez je dvakrát lomený, střední část je kolmá na směr proudu řeky, obě krajní části jsou zalomeny po proudu. Délka jezu je 280,36 m, výška 1,36 m, uprostřed je 12 m široká a 51 m dlouhá vorová propust. Konstrukce jezu je dřevěná, tzv. pražského typu (dřevo použité v dochovaných částech jezu pochází ze 17. století).
V letech 1913–1924 došlo k výrazné přestavbě jezu včetně změn jeho průběhu i stavebně-technického řešení. Starší konstrukce jezu zůstala zachována především ve východní (novoměstské) části směřující od vorové propusti ke Slovanskému ostrovu. V průběhu let 1957–1959 proběhla další rekonstrukce jezu, která některé části původní dřevěné konstrukce nahradila konstrukcí betonovou a také původní kamenná výplň byla částečně nahrazena betonovou výplní.
Další rekonstrukce se uskutečnila v letech 2023–2025.
Název jezu připomíná Šítkovské mlýny, které bývaly na pravé straně Vltavy v místech funkcionalistické budovy Mánes (ta byla na místě zbořených mlýnů postavena v roce 1930) a kolem roku 1420 je vlastnil mlynář Jan Šítek; v roce 1495 je odkoupilo Nové Město pražské kvůli výstavbě vodárenské věže. Dalšími mlýny, jejichž pohon jez zajišťoval, byly Horní Lodecké mlýny po pravé straně Slovanského ostrova a na levé straně Vltavy Petržílkovský mlýn.
Po obou stranách Vltavy pod Šítkovským jezem bývaly vodárny, které napájel. Na pravé straně stojí Šítkovská vodárenská věž, vlevo stojí Malostranská vodárenská věž.
Pro lodní dopravu slouží k překonání Šítkovského jezu dvě plavební komory, které jsou součástí Zdymadla Smíchov: na pravé straně Vltavy je to u jižního cípu a západního břehu Slovanského ostrova plavební komora Mánes, na levé straně Vltavy je plavební komora Smíchov, která překonává nejen Šítkovský, ale také níže po proudu položený Staroměstský jez.

## Galerie

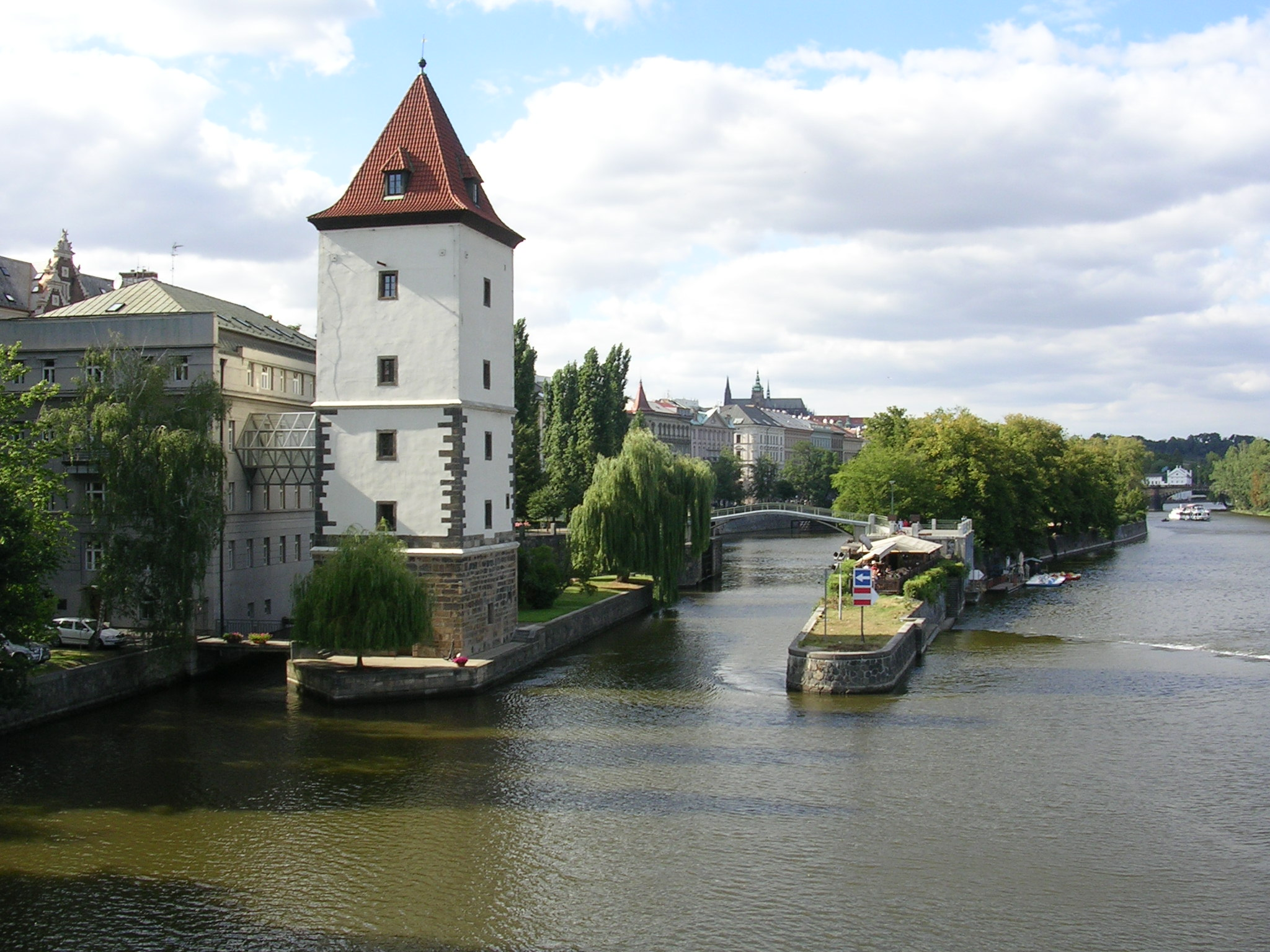
Vjezd do plavební komory Smíchov u Malostranské vodárenské věže (2008)
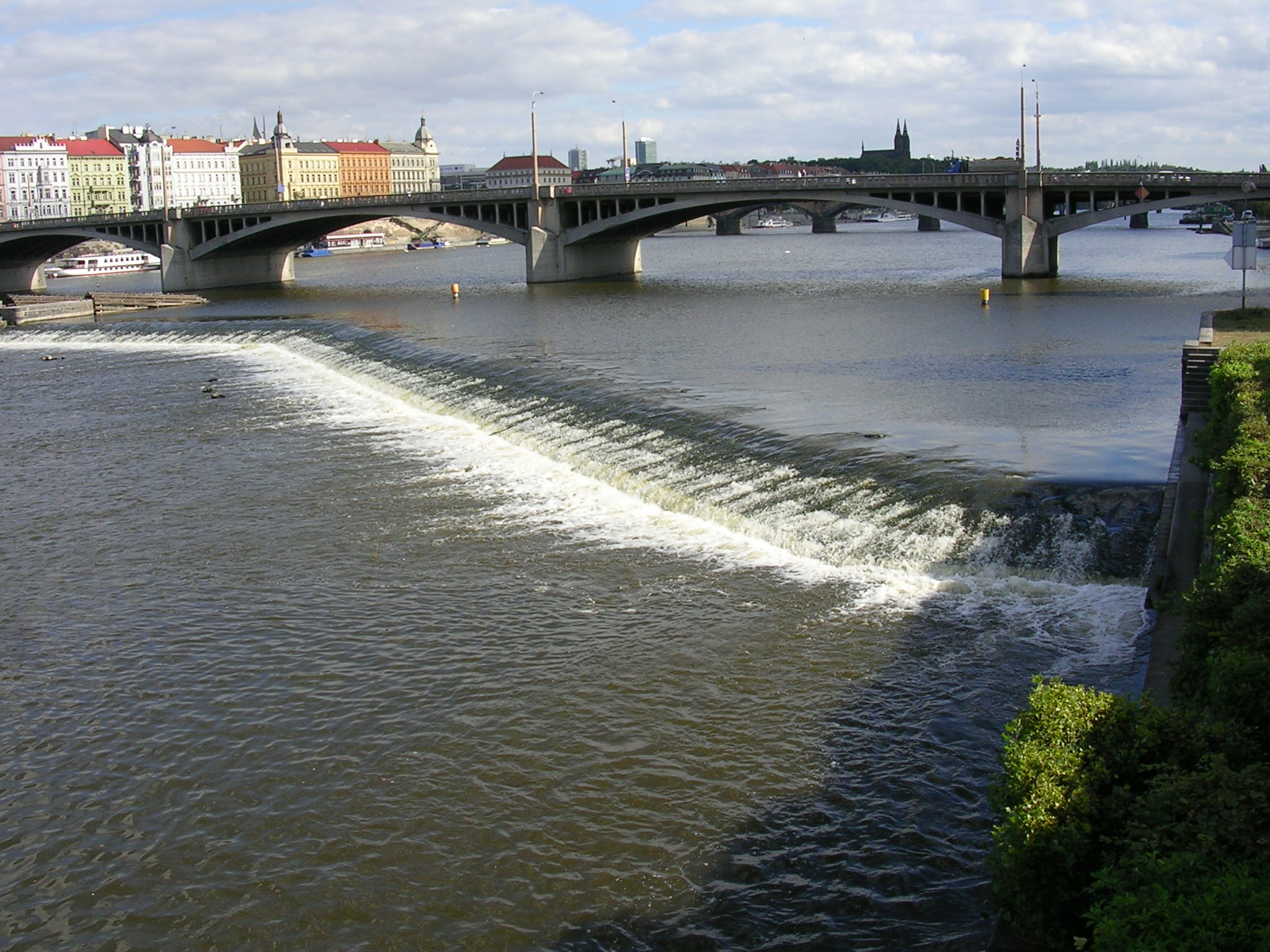
Šítkovský jez a Jiráskův most, pohled z Dětského ostrova (2008)
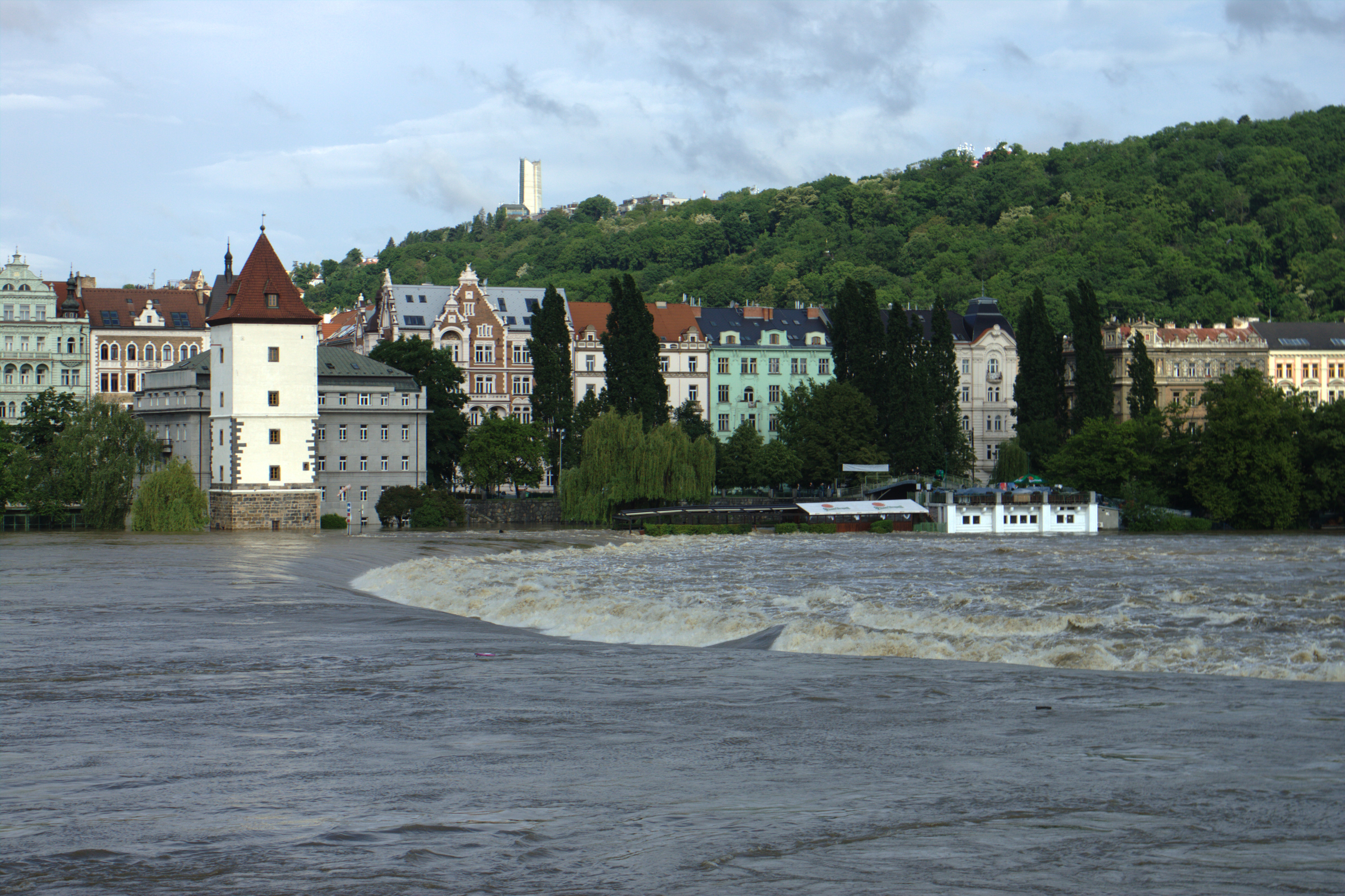
Šítkovský jez za povodně v červnu 2013